# Bahnstrecke Hranice na Moravě–Vsetín
| Kursbuchstrecke (SŽ): | 280                  |                                       |                                       |
| Streckenlänge: | 43,879 km            |                                       |                                       |
| Spurweite: | 1435 mm (Normalspur) |                                       |                                       |
| Streckenklasse: | D4                   |                                       |                                       |
| Stromsystem: | 3 kV =               |                                       |                                       |
| Streckengeschwindigkeit: | 85 km/h              |                                       |                                       |
| |                      |                                       |                                       |
| \| \| \| von (Wien–) Břeclav (vorm. KFNB) \| \| \| \| 0,000 \| Hranice na Moravě \| Hranice na Moravě \| \| \| \| nach Bohumín (–Krakow) (vorm. KFNB) \| \| \| \| \| von Odb. Olšovec \| \| \| \| 1,828 \| Odb. Skalka \| Odb. Skalka \| \| \| \| vlečka Cement Hranice \| \| \| \| 4,274 \| Hranice na Moravě město \| Hranice na Moravě město \| \| \| 6,184 \| Teplice nad Bečvou \| Teplice nad Bečvou \| \| \| 7,00 \| Černotín \| Černotín \| \| \| 7,2007,500 \| (Kilometersprung) \| (Kilometersprung) \| \| \| 7,937 \| Černotín \| Černotín \| \| \| 11,295 \| Špičky \| Špičky \| \| \| 12,965 \| Milotice nad Bečvou \| Milotice nad Bečvou \| \| \| 15,379 \| Hustopeče nad Bečvou \| Hustopeče nad Bečvou \| \| \| \| Mřenka \| \| \| \| 20,838 \| Lhotka nad Bečvou \| Lhotka nad Bečvou \| \| \| \| vlečka DEZA Valašské Meziříčí \| \| \| \| \| von Český Těšín (vorm. KFNB) \| \| \| \| \| von Rožnov pod Radhoštěm \| \| \| \| 25,055 \| Valašské Meziříčí früher Krasna \| Valašské Meziříčí früher Krasna \| \| \| \| nach Kojetín \| \| \| \| \| Rožnovská Bečva \| \| \| \| \| Valašské Meziříčí \| \| \| \| \| nach Kojetín (vorm. KFNB) \| \| \| \| \| Kojetín–Český Těšín \| \| \| \| 29,610 \| Brňov \| Brňov \| \| \| \| Bystřička \| \| \| \| 32,630 \| Bystřička \| Bystřička \| \| \| 37,556 \| Jablůnka \| Jablůnka \| \| \| \| Vsetínská Bečva \| \| \| \| 43,879 \| Vsetín \| Vsetín \| \| \| \| nach Bylnice und nach Velké Karlovice \| \| |                      |                                       |                                       |
| Strecke |                      | von (Wien–) Břeclav (vorm. KFNB)      | von (Wien–) Břeclav (vorm. KFNB)      |
| Bahnhof | 0,000                | Hranice na Moravě                     | Hranice na Moravě                     |
| Abzweig geradeaus und nach links |                      | nach Bohumín (–Krakow) (vorm. KFNB)   | nach Bohumín (–Krakow) (vorm. KFNB)   |
| Abzweig geradeaus und ehemals von links |                      | von Odb. Olšovec                      | von Odb. Olšovec                      |
| Blockstelle | 1,828                | Odb. Skalka                           | Odb. Skalka                           |
| Abzweig geradeaus und nach links |                      | vlečka Cement Hranice                 | vlečka Cement Hranice                 |
| Bahnhof | 4,274                | Hranice na Moravě město               | Hranice na Moravě město               |
| Haltepunkt / Haltestelle | 6,184                | Teplice nad Bečvou                    | Teplice nad Bečvou                    |
| ehemaliger Haltepunkt / Haltestelle | 7,00                 | Černotín                              | Černotín                              |
| Kilometer-Wechsel | 7,2007,500           | (Kilometersprung)                     | (Kilometersprung)                     |
| Haltepunkt / Haltestelle | 7,937                | Černotín                              | Černotín                              |
| Haltepunkt / Haltestelle | 11,295               | Špičky                                | Špičky                                |
| Haltepunkt / Haltestelle | 12,965               | Milotice nad Bečvou                   | Milotice nad Bečvou                   |
| Bahnhof | 15,379               | Hustopeče nad Bečvou                  | Hustopeče nad Bečvou                  |
| Brücke über Wasserlauf |                      | Mřenka                                | Mřenka                                |
| Bahnhof | 20,838               | Lhotka nad Bečvou                     | Lhotka nad Bečvou                     |
| Abzweig geradeaus und nach links |                      | vlečka DEZA Valašské Meziříčí         | vlečka DEZA Valašské Meziříčí         |
| Abzweig geradeaus und von links |                      | von Český Těšín (vorm. KFNB)          | von Český Těšín (vorm. KFNB)          |
| Abzweig geradeaus und von links |                      | von Rožnov pod Radhoštěm              | von Rožnov pod Radhoštěm              |
| Bahnhof | 25,055               | Valašské Meziříčí früher Krasna       | Valašské Meziříčí früher Krasna       |
| Abzweig geradeaus und nach links |                      | nach Kojetín                          | nach Kojetín                          |
| Brücke über Wasserlauf |                      | Rožnovská Bečva                       | Rožnovská Bečva                       |
| ehemaliger Bahnhof |                      | Valašské Meziříčí                     | Valašské Meziříčí                     |
| Abzweig geradeaus und ehemals nach rechts |                      | nach Kojetín (vorm. KFNB)             | nach Kojetín (vorm. KFNB)             |
| Kreuzung geradeaus unten |                      | Kojetín–Český Těšín                   | Kojetín–Český Těšín                   |
| Haltepunkt / Haltestelle | 29,610               | Brňov                                 | Brňov                                 |
| Brücke über Wasserlauf |                      | Bystřička                             | Bystřička                             |
| Haltepunkt / Haltestelle | 32,630               | Bystřička                             | Bystřička                             |
| Bahnhof | 37,556               | Jablůnka                              | Jablůnka                              |
| Brücke über Wasserlauf |                      | Vsetínská Bečva                       | Vsetínská Bečva                       |
| Bahnhof | 43,879               | Vsetín                                | Vsetín                                |
| Strecke |                      | nach Bylnice und nach Velké Karlovice | nach Bylnice und nach Velké Karlovice |

Die Bahnstrecke Hranice na Moravě–Vsetín ist eine zweigleisige, elektrifizierte Hauptbahn („celostátní dráha“) in Tschechien, die ursprünglich von der Österreichischen Lokaleisenbahngesellschaft (ÖLEG) als Lokalbahn Mährisch Weißkirchen–Wsetin erbaut und betrieben wurde. Sie verläuft von Hranice na Moravě nach Vsetín und ist heute Teil einer überregionalen Fernverbindung zwischen Tschechien und der Slowakei.

## Geschichte
Am 27. Juli 1882 erhielt die Österreichische Lokaleisenbahngesellschaft die Konzession für die Lokalbahn von Pohl nach Wsetin. Teil dieser Konzession war zudem der Bau eines Zweiggleises von Wallachisch Meseritzsch zur Glasfabrik in Krasna. Die ÖLEG wurde darüber hinaus verpflichtet, Zweigbahnen nach Mährisch Weißkirchen und Sillein zu errichten, wenn „die Verzinsung und Amortisierung der des hierfür aufzuwendenden Capitales, sei es durch Frachtverträge, oder sonstige Leistungen der Interessenten, sei es auf andere Weise gesichert sein wird.“ Als Baufrist wurden zwei Jahre ab Konzessionserteilung bestimmt.

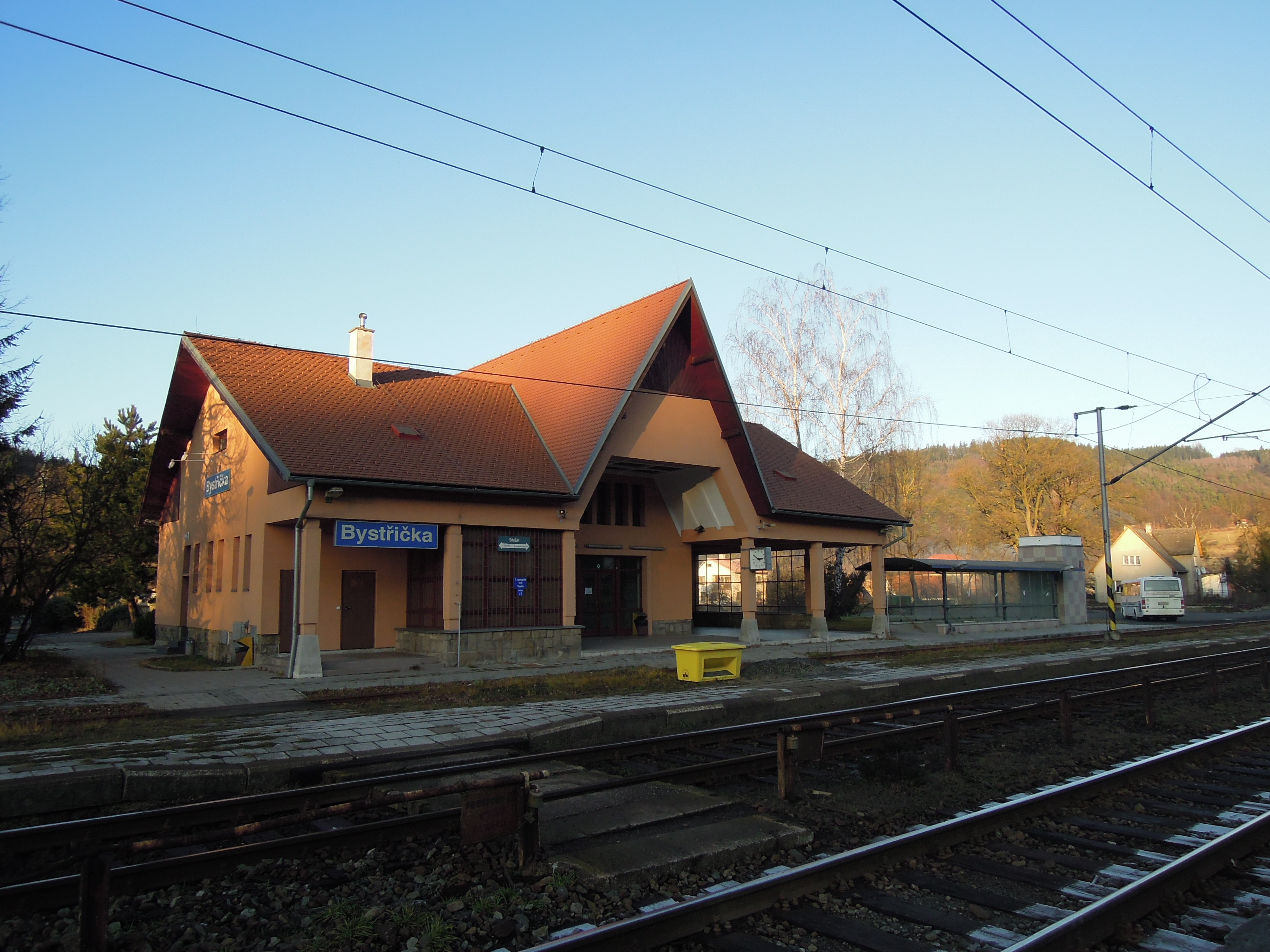
Bahnhof Bystřička (2011)

Am 16. Dezember 1884 wurde die Konzessionsurkunde noch einmal abgeändert. Die Strecke sollte jetzt in Mährisch Weißkichen beginnen. Das ursprüngliche Projekt von Pohl sollte erst umgesetzt werden, wenn dort die notwendige Rentabilität sichergestellt sein würde. Gleichzeitig wurde noch eine Zweigbahn von Wallachisch Meseritzsch nach Rožnov konzessioniert. Als Fertigstellungstermin war nun der 1. Oktober 1885 bestimmt worden.
Am 1. November 1884 wurde der erste Abschnitt von Mährisch Weißkirchen (Hranice na Moravě) bis Wallachisch Meseritzsch (Valašské Meziříčí) in Betrieb genommen. Den Betrieb führte die ÖLEG selbst aus. Am 1. Juli 1885 folgte die restliche Strecke bis Wsetin (Vsetín).
Am 24. Dezember 1887 ging die Strecke an die Kaiser Ferdinands-Nordbahn (KFNB) über, die bereits seit dem 1. Oktober 1887 die Betriebsführung übernommen hatte. Die Konzession wurde am 30. April 1891 per „Kundmachung des Handelsministeriums“ von der ÖLEG an die KNFB übertragen. Dabei wurde die KFNB von der Pflicht zum Bau der Zweigbahn Pohl–Krasna entbunden.
Nach der Verstaatlichung der KFNB im Jahr 1906 gehörte die Strecke zum Netz der k.k. Staatsbahnen (kkStB). Im Jahr 1912 wies der Fahrplan der Lokalbahn insgesamt vier über die Gesamtstrecke verkehrende Zugpaare aus. Ein Fünftes fuhr nur zwischen Krasna und Wsetin. Sie benötigten für die 46 Kilometer lange Strecke etwa zweieinhalb Stunden.

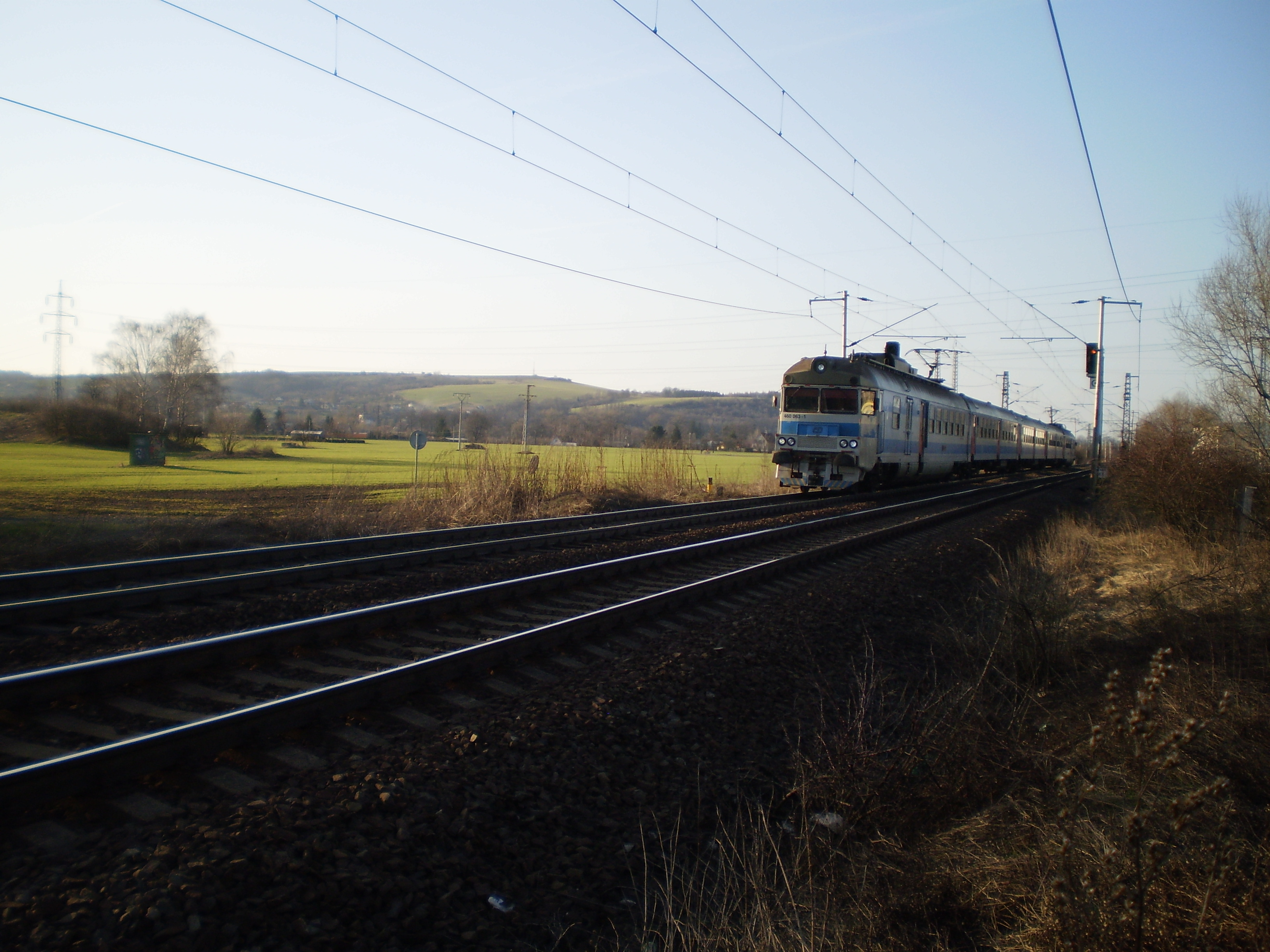
Personenzug bei Valašské Meziříčí (2011)

Nach dem für Österreich-Ungarn verlorenen Ersten Weltkrieg gelangte die Strecke ins Eigentum der neu begründeten Tschechoslowakischen Staatsbahnen (ČSD). Die ČSD begannen unmittelbar darauf mit den Planungen, die Strecke über die vormalige Landesgrenze in die Slowakei fortzusetzen. Am 21. Oktober 1928 eröffneten die ČSD die Neubaustrecke nach Bylnice, die dort an die bestehende Strecke Brno–Vlárský průsmyk (–Trenčianska Teplá) anschloss. Eine weitere Neubaustrecke ging schließlich noch am 2. Mai 1937 zwischen Horní Lideč und Púchov in Betrieb.
In der Folge wurde die ehemalige Lokalbahn zwischen Hranice na Moravě und Vsetín zu einer zweigleisigen Hauptbahn ausgebaut. Der Winterfahrplan 1937/38 verzeichnete insgesamt sieben Personenzugpaare, von denen vier bis nach Bylnice durchgebunden waren.
Ende der 1950er Jahre wurde die Strecke elektrifiziert. Der elektrische Betrieb wurde am 25. Januar 1960 (Hranice na Moravě–Valašské Meziříčí) und 12. September 1960 (Valašské Meziříčí–Vsetín) aufgenommen.
Am 1. Januar 1993 ging die Strecke im Zuge der Auflösung der Tschechoslowakei an die neu gegründeten České dráhy (ČD) über.
Im Fahrplan 2021 verkehrten Personenzüge in einem angenäherten Zweistundentakt, der werktags noch durch weitere Züge verstärkt wurde. Ein Teil der Züge war dabei von Přerov bis Horní Lideč durchgebunden. Expresszüge der Relation Prag – Hranice na Moravě – Vsetín – Púchov in der Slowakei verkehrten ebenfalls im Zweistundentakt, wobei in Púchov Anschlüsse nach Žilina und Košice, aber auch Bratislava bestehen. Einzelne Züge sind über Púchov hinaus bis Košice durchgebunden.
Ab 2018 soll die Strecke mit einem Kostenrahmen von 16 Milliarden Kronen grundlegend erneuert werden. Teil des Projektes ist dabei auch eine Neutrassierung zwischen Hranice na Moravě und Milotice nad Bečvou, um die dortige bogenreiche Streckenführung zu verkürzen. Zwischen Hranice na Moravě und Valašske Meziříčí soll die Streckengeschwindigkeit auf 160 km/h und zwischen Valašske Meziříčí und der Staatsgrenze auf 120 km/h angehoben werden. Bis Ende 2020 sollte der Abschnitt zwischen Hustopeče nad Bečvou und Valašske Meziříčí, um 1,54 Milliarden Kronen auf 160 km/h ausgebaut werden.
Am 28. Februar 2025 entgleiste im Bahnhof Hustopeče nad Bečvou ein Ganzzug mit Kesselwagen, der Benzol geladen hatte. 15 der 17 Wagen des Zuges wurden beschädigt und brannten aus. Für die ausfallenden Reisezüge wurde ein Schienenersatzverkehr eingerichtet, Güterzüge wurden weiträumig umgeleitet. Am 15. Juni 2025 wurde der Zugverkehr an der Unfallstelle wieder aufgenommen.